# Pseudokod

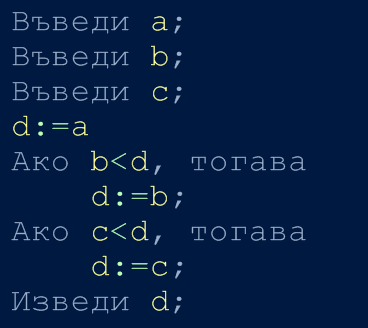
Pseudokod (język opisu algorytmu)

Pseudokod – sposób zapisu algorytmu, w którym, zachowując strukturę charakterystyczną dla kodu zapisanego w języku programowania, rezygnuje się ze ścisłych reguł składniowych na rzecz prostoty i czytelności. Pseudokod nie zawiera szczegółów implementacyjnych (jak np. inicjalizacja zmiennych, alokacja pamięci itp.), często też opuszcza się w nim opis działania podprocedur (jeśli powinien być on oczywisty dla czytelnika), zaś nietrywialne kroki algorytmu opisywane są z pomocą formuł matematycznych lub zdań w języku naturalnym.
Nie istnieją w chwili obecnej szerzej przyjęte standardy zapisu pseudokodu. Większość autorów używa przyjętej ad hoc składni, często opierając się na składni istniejących języków programowania (Pascal, ALGOL, C).
Za graficzny wariant pseudokodu uznać można schemat blokowy.

## Przykłady
Przykład prezentujący różnice pomiędzy kodem napisanym w języku PHP a przykładową postacią pseudokodu:
| Kod w PHP: <?php if (karta_wazna($nr_karty)) { wykonaj_transakcje($nr_karty, $zamowienie); } else { informacja_o_bledzie(); } ?> | Pseudokod: jeżeli numer karty kredytowej jest ważny to wykonanie transakcji w oparciu o numer karty i zamówienie w przeciwnym razie wyświetlenie wiadomości o niepowodzeniu koniec warunku |

Program Hello world napisany w pseudokodzie ma prostą strukturę:
```
wyświetl
: Hello World
```